# La Ronde, Charente-Maritime

La Ronde este o comună în departamentul Charente-Maritime, Franța. În 1 ianuarie 2022 avea o populație de 1.005 de locuitori.